# Current Oncology
Current Oncology, abgekürzt Curr. Oncol., ist eine wissenschaftliche Fachzeitschrift, die von der Multimed. Inc veröffentlicht wird. Die Zeitschrift erscheint mit sechs Ausgaben im Jahr. Es werden Arbeiten veröffentlicht, die sich mit allen Aspekten der Krebsbehandlung in Kanada beschäftigen.
Der Impact Factor lag im Jahr 2015 bei 1,829. Nach der Statistik des ISI Web of Knowledge wird das Journal mit diesem Impact Factor in der Kategorie Onkologie an 163. Stelle von 213 Zeitschriften geführt.